# مری برد (کلاسیک)
مری برد (انگلیسی: Mary Beard؛ زادهٔ ۱ ژانویهٔ ۱۹۵۵) تاریخ‌نگار دینی، استاد دانشگاه، و مجری تلویزیون اهل بریتانیا است.
وی همچنین برندهٔ جوایزی همچون عضو آکادمی بریتانیا، بانوی فرمانده نشان امپراتوری بریتانیا، افسر نشان امپراتوری بریتانیا، و جوایز شاهدخت آستوریاس شده‌است.